# Primitive (modélisation)
Pour les articles homonymes, voir Primitif.

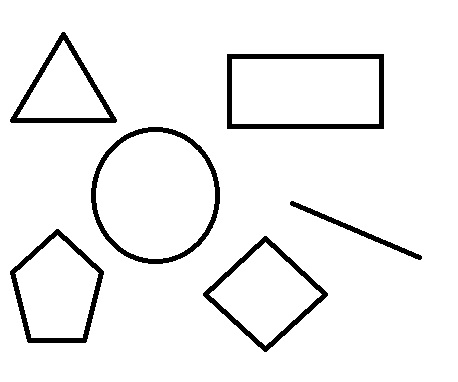
Primitives communes en 2D (triangle, rectangle, ellipse, droite, polygone)

Dans le domaine de la CAO, ou plus généralement celui de la 3D, les primitives sont des formes géométriques élémentaires directement implémentées par la plupart de ces logiciels. Leurs formes simples sont directement modélisables à l'aide de formules mathématiques, par opposition aux objets maillés.

## Types de primitives
Les formes pouvant être générées sont diverses et varient suivant les logiciels : courbe, sphère, cube, cylindre, plan, pyramide, cône et tore,.
Ces primitives existent également en 2D : point, droite (et segment), plan, triangle, rectangle, cercle (et ellipse), spline et courbe de Bézier.

## Exemples d'application en 3D
En géométrie de construction des solides, on utilise des combinaisons booléennes (unions, intersections, XOR) de ces primitives pour obtenir des volumes plus complexes.
Quand on utilise une représentation par Voxels, un volume peut être approximé en forme à l'aide d'un assemblage de cubes juxtaposés.   